# Avelino Cadilla
Avelino Cadilla (1918; Santa Lucía, Uruguay - 1974; Montevideo, Uruguay) fue un exfutbolista uruguayo que se desempeñaba como defensor.

## Clubes
| Club            | País      | Año         |
| --------------- | --------- | ----------- |
| River Plate (U) | Uruguay   | 193? - 1940 |
| River Plate     | Argentina | 1941 - 1942 |